# BYD Atto 3
BYD Atto 3, другое название — BYD Yuan Plus — компактный электромобиль-кроссовер китайской компании BYD. Является преемником BYD Yuan и был представлен в Китае в феврале 2022 года.

## Описание
BYD Yuan Plus был представлен в июле 2021 года. Он имеет немного большие габариты, чем BYD Yuan, более элитный дизайн и запатентованный аккумулятор. В других странах кроме Китая и Латинской Америки автомобиль называется BYD Atto 3.
В отличие от других моделей серии Dynasty, Yuan Plus базируется на обновлённой конструкции BYD e-Platform 3.0 и оснащён электродвигателем и передним приводом мощностью 204 л. с. и крутящим моментом 310 Н⋅м. Двигатель питается от литий-железо-фосфатного аккумулятора (LFP).
Ёмкость аккумулятора составляет 50,12—60,48 кВт⋅ч с запасом хода 430—510 км по циклу CLTC.

## Продажи
В 2022 году по всему миру было продано 229 020 единиц Atto 3 / Yuan Plus, что составило 25% от общего количества продаж аккумуляторных электромобилей BYD..
| Год  | Китай   | Австралия | Новая Зеландия | Таиланд |
| ---- | ------- | --------- | -------------- | ------- |
| 2022 | 190 411 | 2113      | 1685           | 312     |

## Галерея

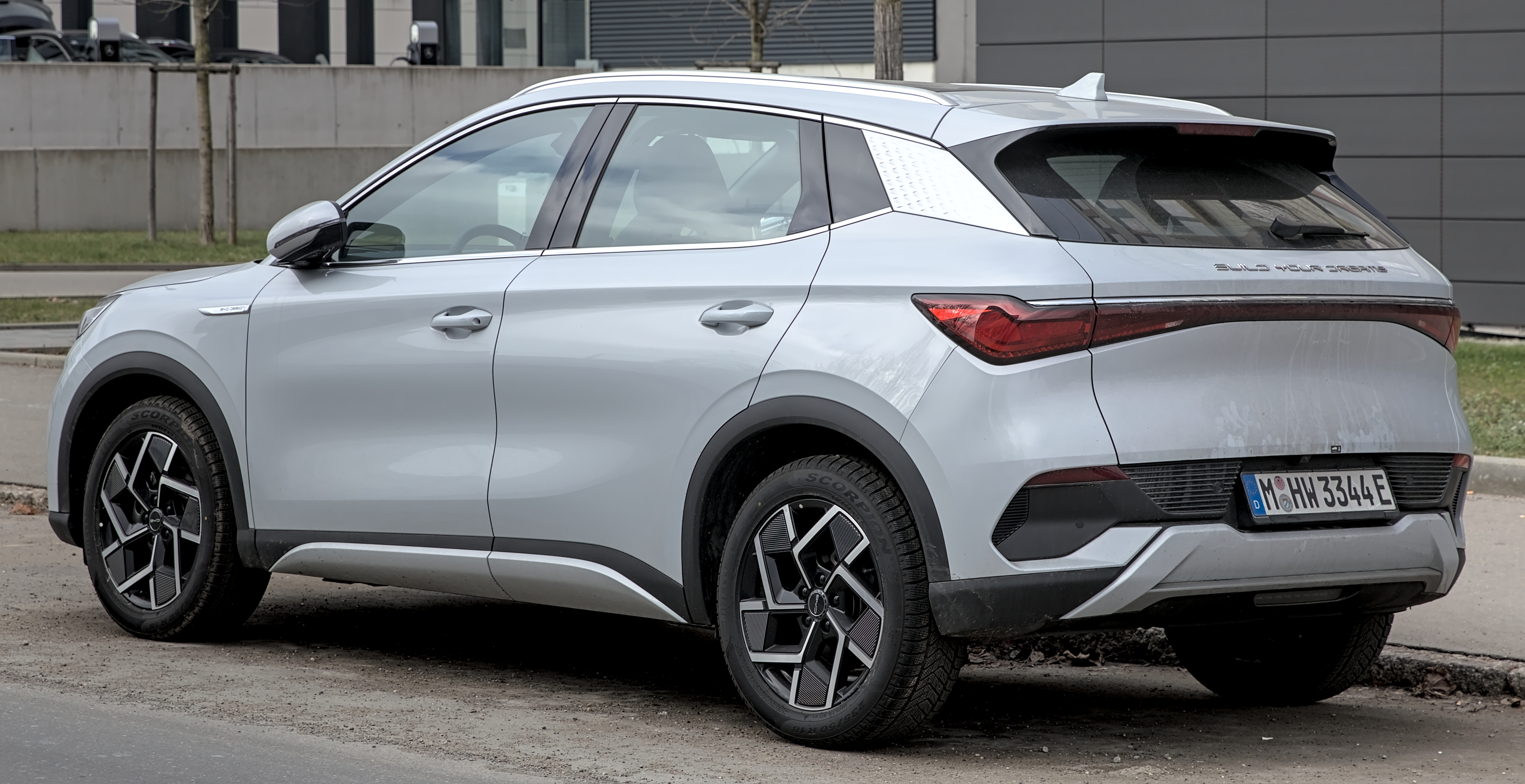
Вид сзади
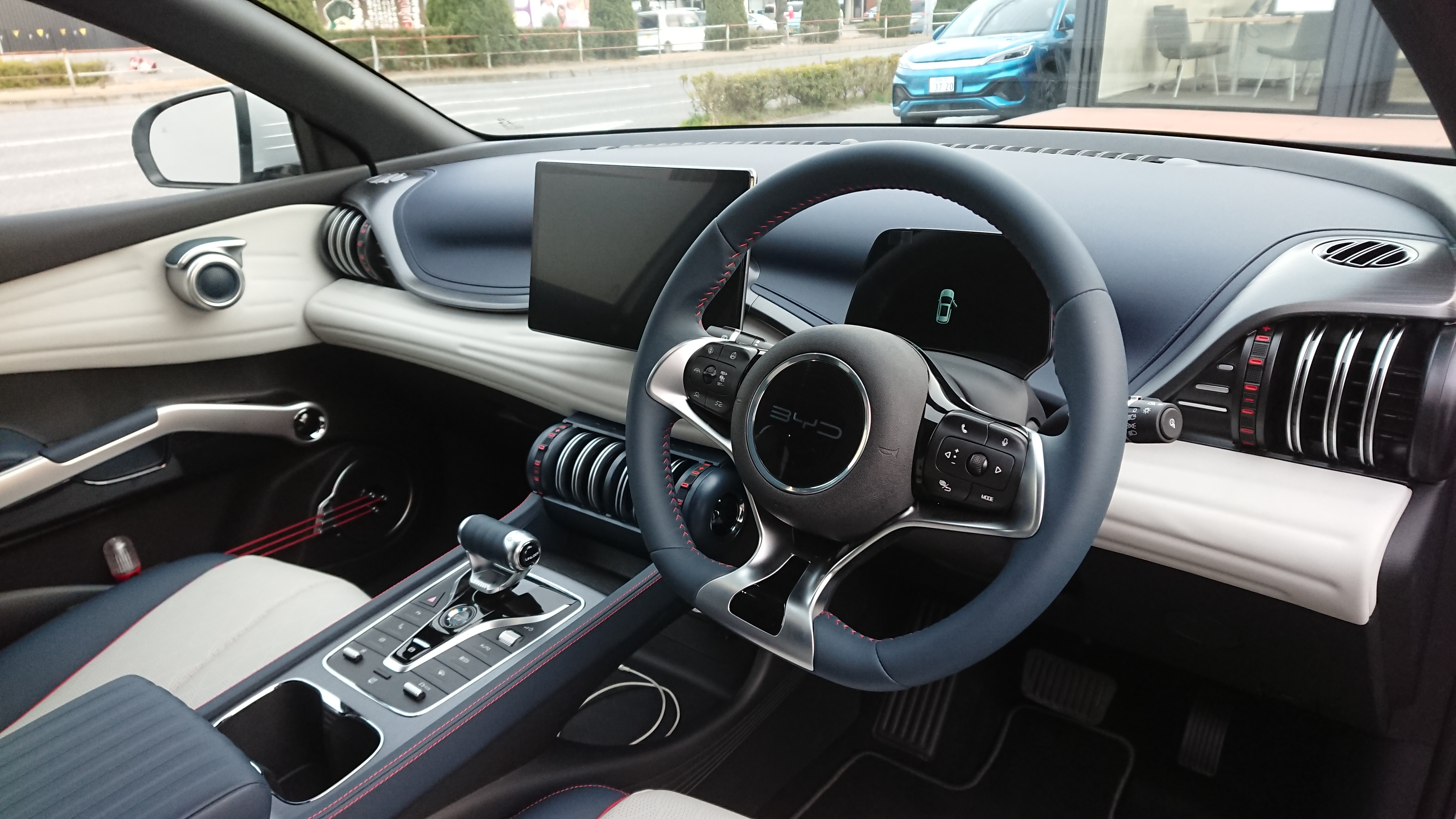
Интерьер
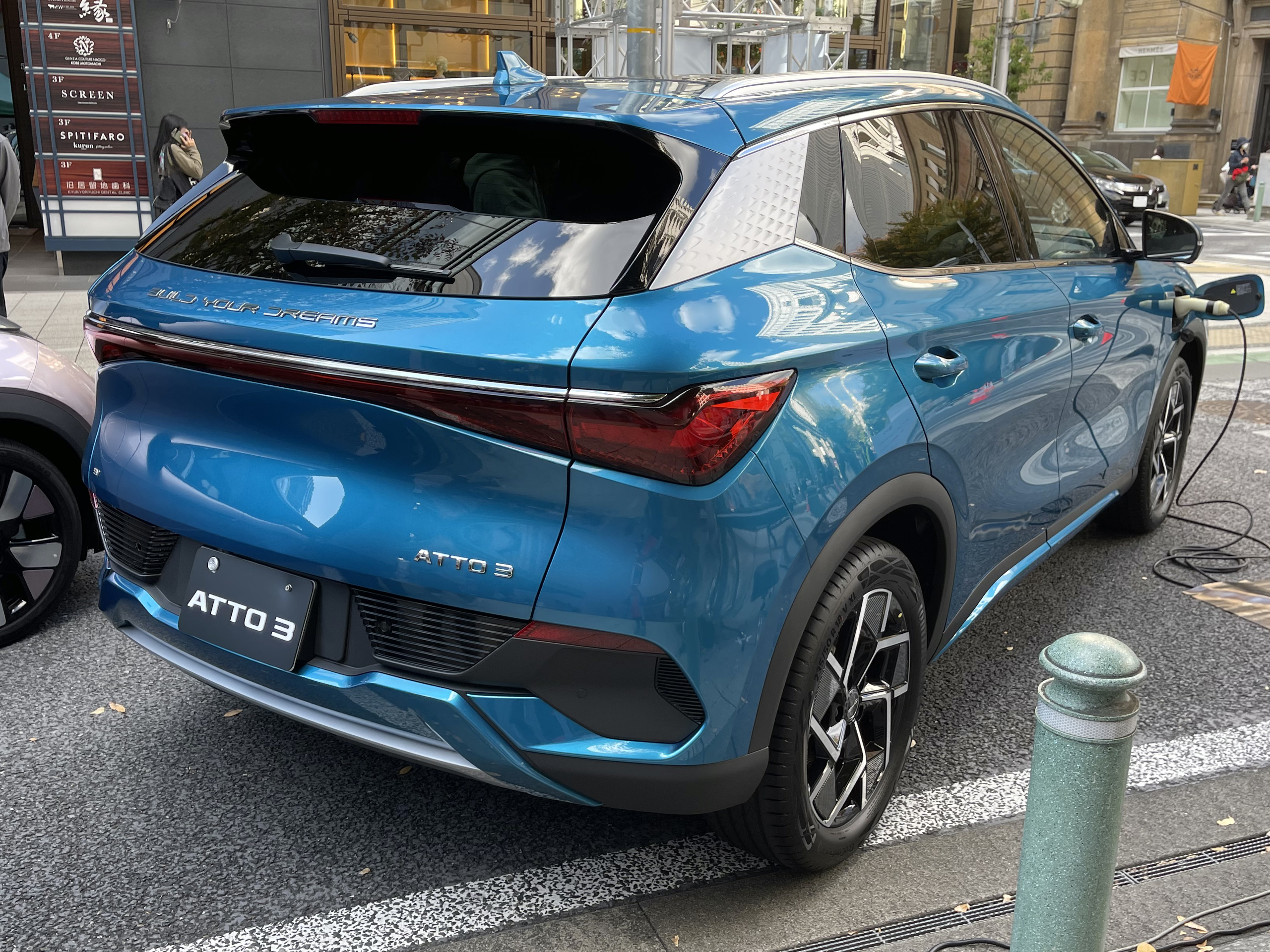
BYD Atto 3 на зарядке